# Waideler
Waideler oder Waidelotte (u. ä.) ist die Bezeichnung einer Priesterkaste in der prußischen Religion, der Männer und Frauen – Waidelinnen oder Waidelottinnen – angehörten, die angeblich dem Criwe unterstellt waren. Der Ausdruck tritt erst in Quellen ab 1500 auf und nimmt dann die Bedeutung „Zauberer“ an. Der Weideler ist der Ausführer der sogenannten Bockheiligung, die auch Waidlen genannt wird.
Nach dem von der Wissenschaft als unzuverlässig eingestuften Simon Grunau lebten die Waideler keusch, unterrichteten die Menschen, lehrten Kinder das Beten, sie segneten kranke Menschen und das Vieh und waren auch Wahrsager. Die Waidelottinen ernährten laut Grunau die Schlange des Gottes Potrimpos im Hain von Rickoyto, während die Waideler für das ewige Feuer zuständig gewesen seien.

## Deutung
Die ursprüngliche Funktion und Bedeutung der Waideler kann anhand der Quellen nicht bestimmt werden und es liegen mehrere wissenschaftliche Deutungen vor, wovon zwei sich hervorheben:
Das rekonstruierte altprußische Wort *waidilis „Weiser, Seher, Wissender“ setze die indogerm. Wurzel *uei- „sehen, wissen“ fort.
Das belegte altprußische Wort wayde »Versammlung« bezeichnete ursprünglich eine politische Versammlung der Prußen. Der Begriff sei von der christlichen Obrigkeit ab dem 15. Jahrhundert religiös „aufgeladen“ worden und wäre als „heidnische“ Zeremonie fehlinterpretiert worden. und schließlich mit Zauberei in Verbindung gebracht worden. Im Jahre 1561 bedeutete das altprußische Wort waidlemai „wir zaubern“ (1.Pers.Präs.Konj.).